# 3 Supermen in Santo Domingo
3 Supermen in Santo Domingo è un film italiano del 1986, diretto da Italo Martinenghi.
È l'ultimo dei film della serie dei 3 Supermen, in cui più volte erano cambiati regista, interpreti e nomi dei personaggi, avviata col film I fantastici 3 Supermen del 1967.

## Trama
I tre Supermen a Santo Domingo cercano di sventare il diabolico piano dei falsari che stanno cercando di innervosire la polizia.